# シンデレラになりたい!
『シンデレラになりたい!』は、TBS系列で2006年3月18日に放送されたスペシャルドラマ。主演は、本作がテレビドラマ初主演となる大倉忠義（関ジャニ∞）。
新鋭ドラマシリーズの第1弾として制作された。2006年10月27日にDVD『シンデレラになりたい!〈完全版〉』が発売された。

## ストーリー
ハンバーガーショップにつとめる不細工でゴミ処理係の倉持凡（佐野泰臣）とそれとは逆に超イケメンで店の看板の鳴海坂剣（大倉忠義）。ある日、倉持は医師（和泉元彌）から『自らが思い描いた人物に変身できる薬』をもらう。その薬で鳴海坂剣の姿になり、鳴海坂凡（大倉忠義・2役）として潰れそうになっている日暮支店で働くことに。売り上げも順調で、憧れていた女性・割藤サキ（大和田美帆）とデートすることになるが、“変身時間”のリミットがせまってくる。
最後はイケメンの鳴海坂を選ばないでブサイクな倉持を選んだ。

## キャスト
- 鳴海坂凡 / 鳴海坂剣：大倉忠義（関ジャニ∞）（※一人二役）
- 倉持凡：佐野泰臣（幼少期：鈴木励和）
- 割藤サキ：大和田美帆
- 本店長：岡本麗
- 上田：斉藤暁
- 支店長：遠山俊也
- 小渕：小林正寛
- 倉持静子：大島蓉子
- 会長の部下：金剛地武志
- 医師：和泉元彌

## スタッフ
- プロデュース：津村有紀、池田禎子
- 脚本：やすけいいち
- 演出：竹園元
- 技術：田中文夫
- カメラ：小林純一
- 照明：遠藤和俊
- 音声：金澤康雄
- 映像：金子明通
- 選曲：御園雅也
- 音響効果：鳥水哲也
- 編集：川中健治
- MA：武藤康一
- 美術プロデューサー：白井浩二
- 美術デザイン：宮崎もりひろ
- 装置：中尾政治
- 装飾：飯田恵一
- 衣裳：早船光則
- ヘアメイク：田中智子
- 持道具：松浦広美
- 電飾：三沢靖明
- 建具：大崎健一
- 植木装飾：兵頭二郎
- CG：越智忍
- 番組宣伝：清水雅哉
- 記録：愛川由香
- 演出補：山田勇人、青木達也、能勢荘志
- 製作補：河村健介
- 協力：緑山スタジオ・シティ、東通、アックス
- 制作協力：THE WORKS
- 制作：TBSテレビ
- 製作著作：TBS